# Étienne Batlle
Étienne Batlle (Illa (Rosselló), 10 de desembre del 1859 - 6 de desembre del 1925) va ser un metge, farmacèutic i polític nord-català, alcalde d'Illa (Rosselló).

## Biografia
Després d'estudiar al "collége" de Perpinyà, es doctorà en medicina (amb una tesi presentada a Montpeller el 1884) i es titulà en farmàcia (farmacèutic de primera classe, 1883, amb un estudi sobre les ptomaïnes). S'establí a Illa, primer, i posteriorment a Perpinyà, on el seu interès pels estudis bacteriològics va fer que hi parés farmàcia. Participà en la lluita contra diverses epidèmies: còlera (Avinyó, 1884 i Montlluís, 1885), tifus (Perillós, 1895 i Catllà, 1897). Fou membre del Consell general d'higiene dels Pirineus Orientals (1892), Inspector de farmàcia (1892) i membre del Comitè d'habitatges insalubres (1893).
Vinculat a l'"Association polytechnique", en fou secretari (1894-1895), vicepresident (1896-1897) i president (1900-1901). També presidí l'"Association des ancies éléves du College de Perpignan" (1899-1900). El 1903 esdevingué president de la Cambra de Comerç de Perpinyà. Durant la primera guerra mundial organitzà, amb gran eficàcia, la Comissió d'Aprovisionaments.
En l'esfera política, fou elegit Conseller general pel cantó de Vinçà el 1898, i reelegit diverses vegades fins al seu traspàs. També va ser alcalde d'Illa, del 1904 al 1922. Es presentà candidat per l'"Alliance démocratique" a les eleccions a l'Assemblea Nacional i en fou elegit diputat el 1919; per raons de salut, no es presentà a reelecció el 1924, i morí al desembre de l'any següent a la seva propietat illenca de l'"Oratori del Rei".
Fou distingit amb els graus de cavaller (3 de març del 1905) i d'oficial (3 de febrer del 1919) de la Legió d'Honor.